# パイレックス

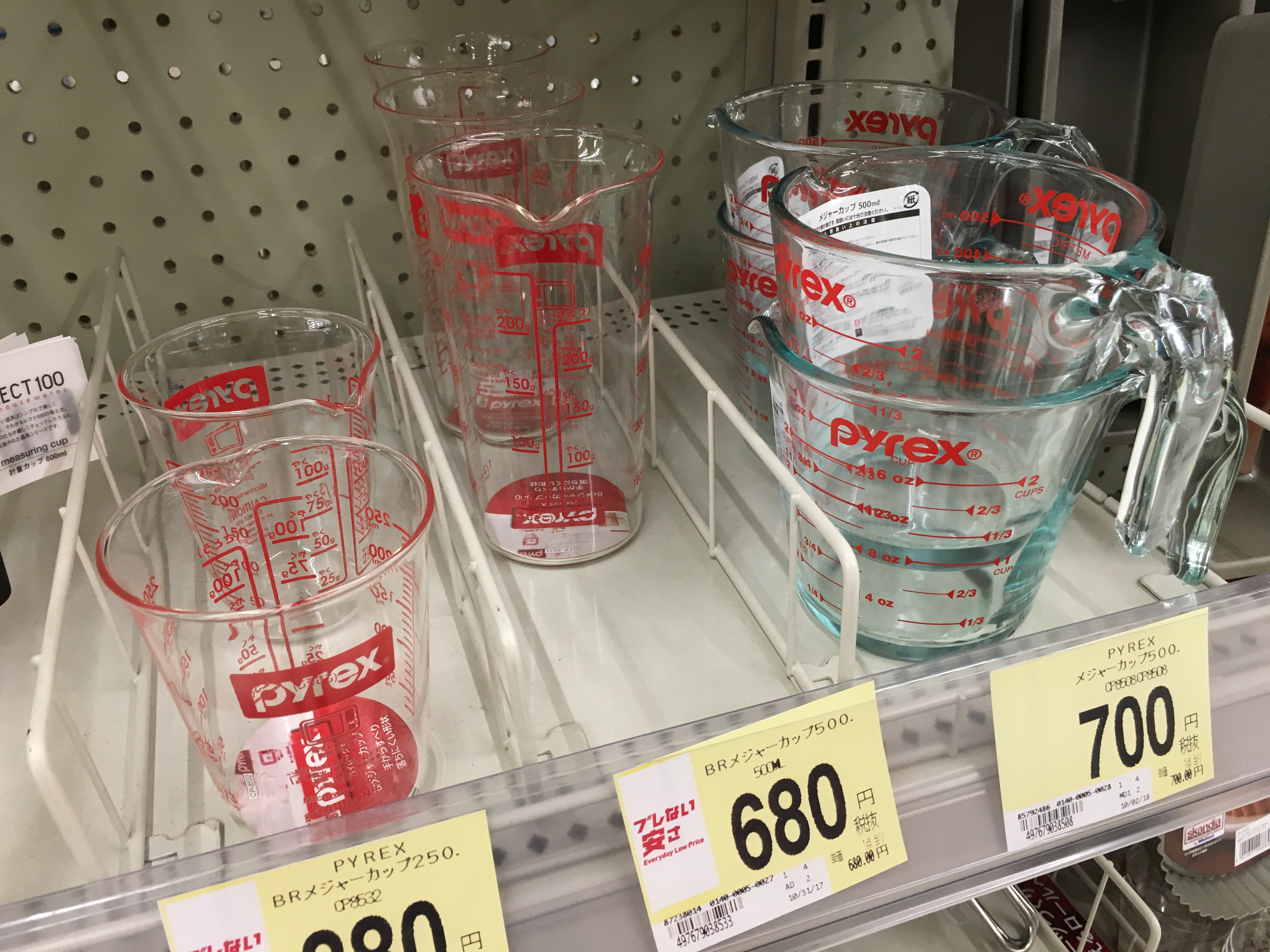
パイレックス

パイレックス（英: Pyrex）は、コーニングのホウケイ酸ガラスの一種に関する商標である。
主に高温下における視窓材料として開発された。厚さ3/32in (2.16mm) から1in5/8 (41.27mm) まで輸入され、各地の代理店などでロールして販売している。円盤に鋳込んだ製品もある。視窓用透明だが鋳込んだものは薄い黄色や緑色、灰色を帯びた不透明なものもある。
組成は石英80.7%、酸化ホウ素12.9%、酸化ナトリウム3.8%、酸化アルミニウム2.2%、酸化カリウム0.4%。
反射鏡の材料としても広く使用されている。